# 瓦士本市 (威斯康辛州)

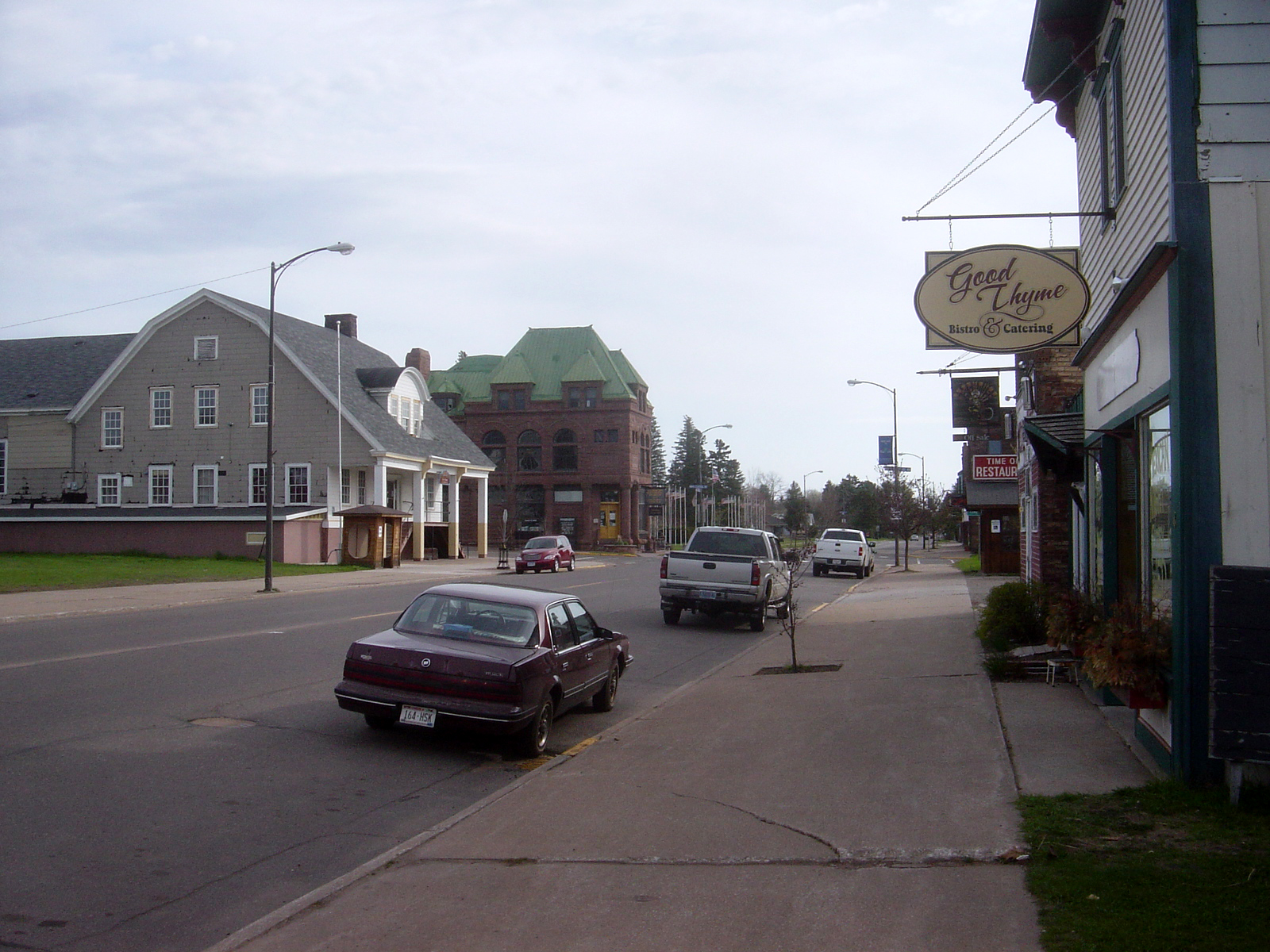
瓦士本市市中心的主街

瓦士本市（英語：Washburn）是美国威斯康辛州貝菲縣内的一座城市。2000年人口普查时其人口为2280人。它位于威斯康辛州的北部，苏必利尔湖畔。
威斯康辛州州立公路13号是瓦士本市的主街道。

## 历史
瓦士本市是1879年建城的，以威斯康辛州的一名前共和党州长命名。

## 名人
- 保罗·哈姆，美国体操运动员
- 摩根·哈姆，美国体操运动员

## 经济
一开始瓦士本市的经济依靠木材加工业，在湖畔有许多锯房。1905年杜邦在市郊建造了一座炸药厂，木材逐渐减少后这个厂成为重要的雇主。1971年该厂关闭，对当地的经济是一个巨大的打击。
目前瓦士本市最主要的经济是旅游业。

## 地理
瓦士本市的地理位置为46°40′26″N 90°53′51″W / 46.67389°N 90.89750°W。
根据美国人口调查局的数据瓦士本市的总面积为16.0平方公里，其中10.2平方公里为陆地面积，5.8平方公里为水域面积，占总面积的36.3%。

## 人口
根据2000年的人口普查瓦士本市有2280名居民，分938个户，589个家庭，其人口密度为每平方公里224.6人。其中92.06%是白人、0.18%是非裔美国人、5.61%是美洲土著人、0.44%是亚裔美国人、0.35%是其它人中。1.36%是混血儿。西班牙裔和其他拉丁美洲裔的人占0.66%。
市内的938个户中有33.0%有18岁以下的未成年人、45.0%是结婚夫妇、13.1%是带孩子的单身妇女、37.2不是家庭、33.2%是单身汉、13.5%有65岁以上的老年人。平均每户2.33人，家庭的平均大小为2.97人。
市内人口结构为26.6%在18岁以下、6.2%在18至24岁之间、25.8%在25至44岁之间、25.2%在45至64岁之间、16.1%在65岁以上。平均年龄为40岁。女子对男子的性别比为100：92.2，成年人的性别比为100：89.5。
市内平均每户的年收入为33,257美元，家庭的平均年收入为40,781美元。男子的平均年收入为31,875美元，女子的平均年收入为23,235美元。人均年收入为15,331美元。7.5%的家庭和10.3%的人口生活在贫困线以下，其中包括12.3%的未成年人和6.4%的老年人。